# Bye Bye Blondie (peŀlícula)
Bye Bye Blondie és una pel·lícula francesa del 2012 dirigida per Virginie Despentes. És una adaptació de la seva novel·la homònima publicada l'any 2004. Va inaugurar el festival Chéries-Chéris (Festival de Cinema Gai i Lesbian de París) el 2011.
Després de dirigir Baise-moi (2000) i el documental Mutantes (2009), Despentes estava treballant en una adaptació contemporània de Bel-Ami de Guy de Maupassant, però dos productors li van oferir adaptar la seva pròpia novel·la Bye Bye Blondie. Tanmateix, va necessitar set anys per a poder produir i dirigir aquesta pel·lícula. La novel·la tracta d'una parella formada per un home i una dona, però a la pel·lícula son dues dones.

## Argument
Nancy, als anys 1980. Gloria és una adolescent rebel en una família molt estricta. Mentre els seus pares fan classes té una crisi nerviosa i és internada a l'hospital psiquiàtric Jeanne d'Arc de Dommartin-lès-Toul. El psiquiatre critica el seu aspecte punk i li fa preguntes íntimes sobre la seva sexualitat que Gloria es nega a respondre.
A la Gloria li costa suportar la privació de llibertat, però la trobada amb Francès, suposadament internada per amnèsia, li dona més coratge. Francès, molt segura d'ella mateixa i aparentment feliç de ser-hi, comença a coquetejar amb ella. Quan se'n va, Francès envia diverses cartes d'amor a Gloria, mentre que aquesta només li envia una única carta de ruptura. Quan per fi Glòria surt de l'hospital, es reincorpora a la seva banda de punks i torna a veure Francès que forma part de la banda contraria de skins. Les dues, però, s'enamoren l'una de l'altra i Francès segueix la colla de Gloria durant un temps, encara que ella no s'hi senti a gust. Francès acaba deixant-la i Gloria marxa sola a la ciutat per despit.
Nancy, als anys 2000. Després de discutir amb el seu amic Bertrand amb qui comparteix pis, Gloria visita el taller d'una amiga. Mentre veuen el programa Lettre à Francès a la televisió i tothom, menys Gloria, mostra la seva admiració per la presentadora estrella, apareix Francès. Malgrat la reacció inicial de rebuig, accepta seguir-la a París durant uns dies. Francès viu a la mateixa casa que Claude, un escriptor d'èxit mancat d'inspiració. Francès i Claude estan casats tot i que tots dos són homosexuals, però Francès utilitza el seu matrimoni per donar-se legitimitat en la seva professió i no per ser vista com la «lesbiana de la tele». Encara que a Claude li costa entendre l'atracció de Francès per Gloria i que la convivència resulta difícil, acaba acceptant que Francès necessita aire fresc, mentre que els rumors del seu substitut al programa són persistents.
En un sopar de gala amb personalitats de la televisió, Gloria ataca violentament Hélène Soult dient-li «gossa» i se'n va amb Tonina a una festa punk. Francès les segueix i la reprèn amb un atac de gelosia. L'endemà, Francès s'assabenta que és acomiada del programa i acaba a comissaria on Gloria i Claude van a buscar-la. Francès fa un petó a la Gloria davant dels periodistes, revelant així la seva homosexualitat al gran públic.